# میتسونوری یوشیدا
میتسونوری یوشیدا (به انگلیسی: Mitsunori Yoshida) بازیکن فوتبال اهل ژاپن و عضو تیم ملی فوتبال ژاپن است که در تاریخ ۰۲ ژوئن ۱۹۸۸ میلادی اولین بازی ملی‌اش را انجام داد. او در ۳۵ بازی ملی حضور داشت و آخرین بازی ملی خود را در تاریخ ۲۸ اکتبر ۱۹۹۳ میلادی انجام داد. میتسونوری یوشیدا در بازی‌های ملی‌اش
۲ گل به ثمر رساند.